# Numbers from the Beast: An All Star Salute to Iron Maiden
Numbers From The Beast: An All Star Salute to Iron Maiden è un album tributo alla band Iron Maiden prodotto da Bob Kulick nel 2005.
L'album celebra il 25º anniversario della prima uscita discografica del gruppo e vede la partecipazione di artisti importanti quali Lemmy Kilmister, Dee Snider, Joe Lynn Turner, Nuno Bettencourt, George Lynch, Michael Schenker e molti altri. Curiosa la presenza di Paul Di'Anno che esegue la cover del brano Wrathchild, brano che lui stesso ha inciso con la band nel 1981.

## Tracce
1. Run To The Hills
2. Wasted Years
3. Wrathchild
4. Flight Of Icarus
5. Fear Of The Dark
6. The Trooper
7. Aces High
8. 2 Minutes To Midnight
9. Can I Play With Madness
10. The Evil That Men Do
11. The Wickerman

## Artisti Partecipanti
- Traccia 1: Robin McAuley (voce), Michael Schenker e Pete Fietcher (chitarre), Tony Franklin (basso), Brian Tichy (batteria)
- Traccia 2: Dee Snider (voce), George Lynch (chitarra) e Bob Kulick (chitarre), Jeff Pilson (basso), Jason Bonham (batteria)
- Traccia 3: Paul Di'Anno (voce), Alex Skolnick e Chris Traynor (chitarre), Frank Bello (basso), John Tempesta (batteria)
- Traccia 4: Tim Owens (voce), Doug Aldrich (chitarra), Jimmy Bain (basso), Simon Wright (batteria)
- Traccia 5: Chuck Billy (voce), Craig Goldy (chitarra), Rickie Phillips (basso), Mikkey Dee (batteria)
- Traccia 6: Lemmy Kilmister (voce), Phil Campbell e Rocky George (chitarre), Chuck Wright (basso), Chris Slade (batteria)
- Traccia 7: Jeff Scott Soto (voce), Nuno Bettencourt (chitarra), Billy Sheehan (basso), Vinny Appice (batteria)
- Traccia 8: Joe Lynn Turner (voce), Richie Kotzen (chitarra), Tony Franklin (basso), Chris Slade (batteria)
- Traccia 9: Mark Slaughter (voce), Bruce Kulick (chitarra), Marco Mendoza (basso), Aynsley Dunbar (batteria)
- Traccia 10: Chris Jericho (voce), Paul Gilbert (chitarra), Mike Inez (basso), Brent Fitz (batteria)
- Traccia 11: John Bush (voce), Jeff Duncan (chitarra) e Scott Ian (chitarra), Blasko (basso), Ben Graves (batteria), Jason Miller (background vocals)